# Fakulteta za elektrotehniko in računalništvo v Zagrebu
Koordinati:   45°48′04″N, 15°58′20″E
Fakulteta za elektrotehniko in računalništvo (kratica FER), (izvirno hrvaško Fakultet elektrotehnike i računarstva u Zagrebu), s sedežem v Zagrebu, je fakulteta, ki je članica Univerze v Zagrebu.